# Romulea ligustica
Romulea ligustica es una planta de la familia de las iridáceas.  

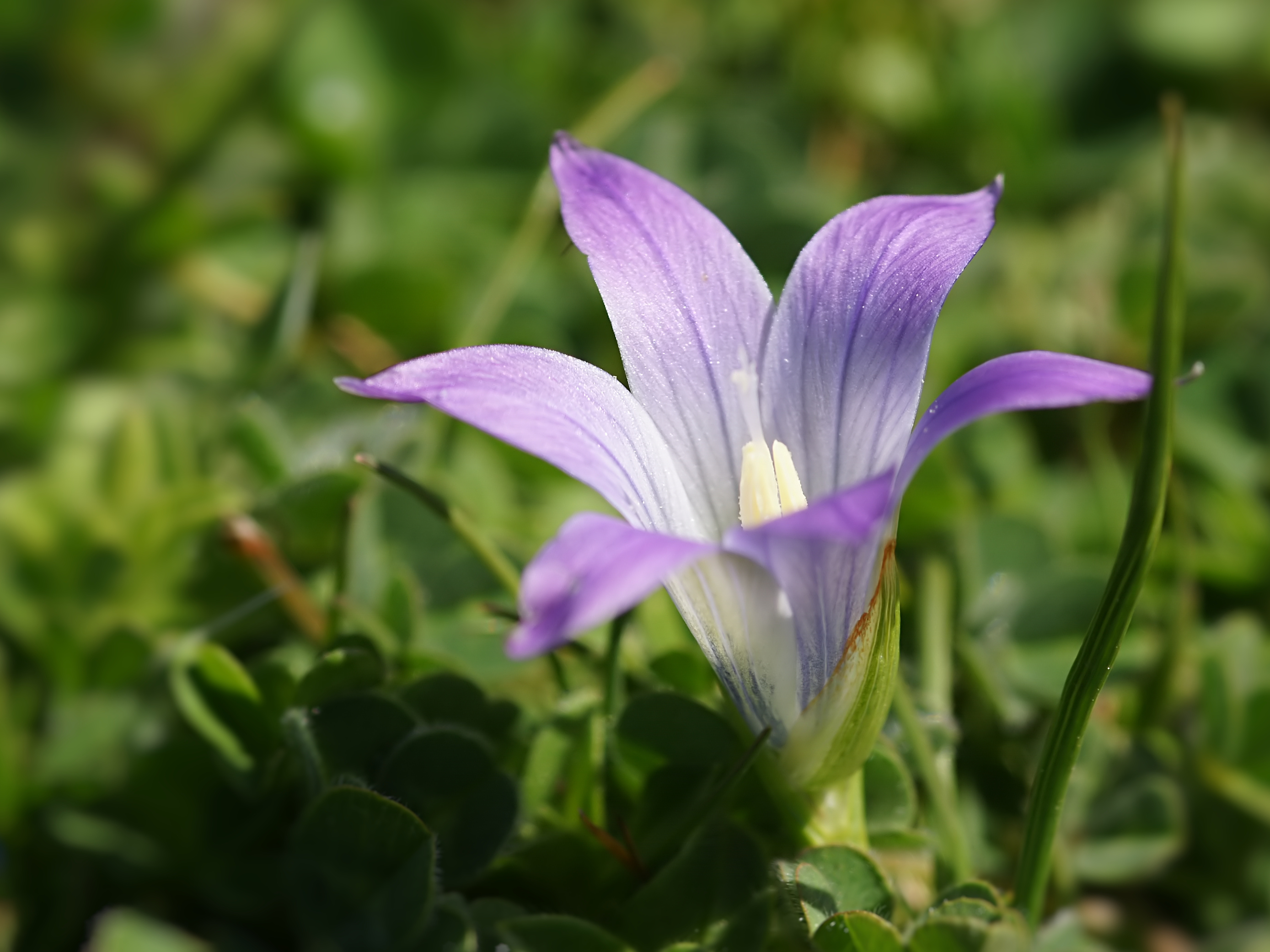
Flor

## Descripción
Romulea ligustica, es una planta herbácea perennifoliam geofita que se encuentra en la cuenca mediterránea
Romulea ligustica se encuentra en Cerdeña y Liguria y también se produce en las costas del Mediterráneo occidental del norte de África y el sur de España. Es una especie que florece en invierno  con unas flores encantadoras con una sombra suave de color lila y azul pálido, con una pequeña garganta blanca. Una especie muy gratificantes en el cultivo, con una larga floración con varias flores por cormo.

## Taxonomía
Romulea ligustica fue descrita por Filippo Parlatore  y publicado en Flora Italica 3: 249. 1860.
Etimología
Romulea: nombre genérico que fue nombrado en honor de Rómulo, el fundador de Roma en la leyenda.
ligustica: epíteto geográfico latíno que signifiva "de Liguria"
Variedades aceptadas
- Romulea ligustica subsp. vaccarii Bég.

Sinonimia
- Bulbocodium ligusticum (Parl.) Kuntze
- Romulea apollinis Maire
- Romulea bulbocodium subsp. apollinis (Maire) Maire
- Romulea bulbocodium subsp. ligustica (Parl.) Maire & Weiller
- Romulea bulbocodium f. purpurescens Bég.
- Romulea bulbocodium subsp. rouyana (Batt.) Maire & Weiller
- Romulea bulbocodium var. umbellata (Klatt) Baker
- Romulea bulbocodium f. violacea Bég.
- Romulea linaresii subsp. rouyana (Batt.) Batt.
- Romulea malenconiana Maire
- Romulea malenconiana var. gattefossei (Bég.) Maire
- Romulea malenconiana var. stenotepala (Bég.) Maire
- Romulea rouyana Batt.
- Romulea stenotepala Bég.
- Romulea stenotepala subsp. gattefossei Bég.
- Romulea umbellata (Klatt) Klatt
- Trichonema umbellatum Klatt[6][7]